# Berlins pendeltåg

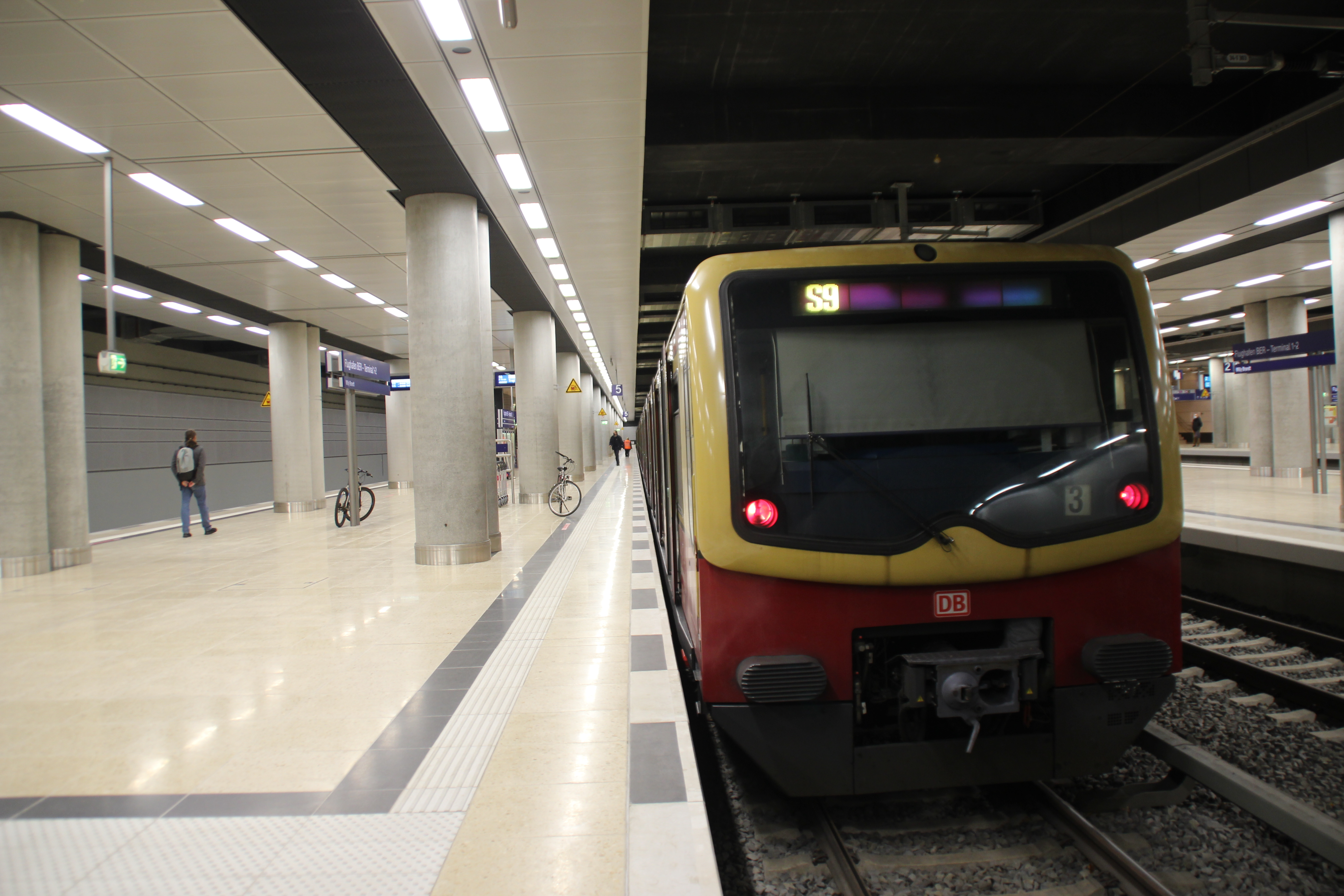
S-Bahn på Flughafen BER

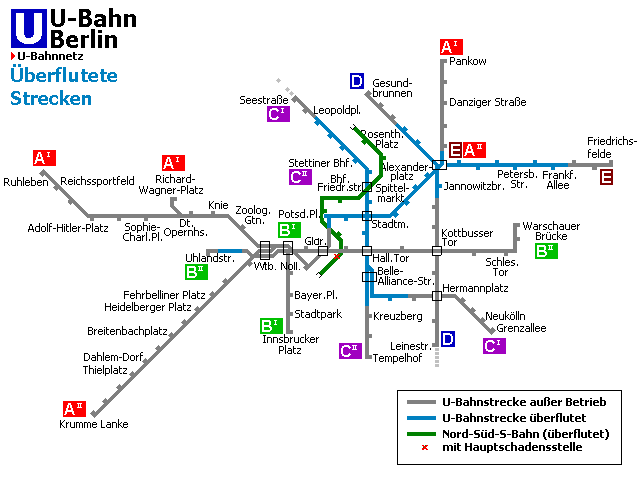
S-Bahn- och U-Bahntunnlar som sattes under vatten den 2/5 1945

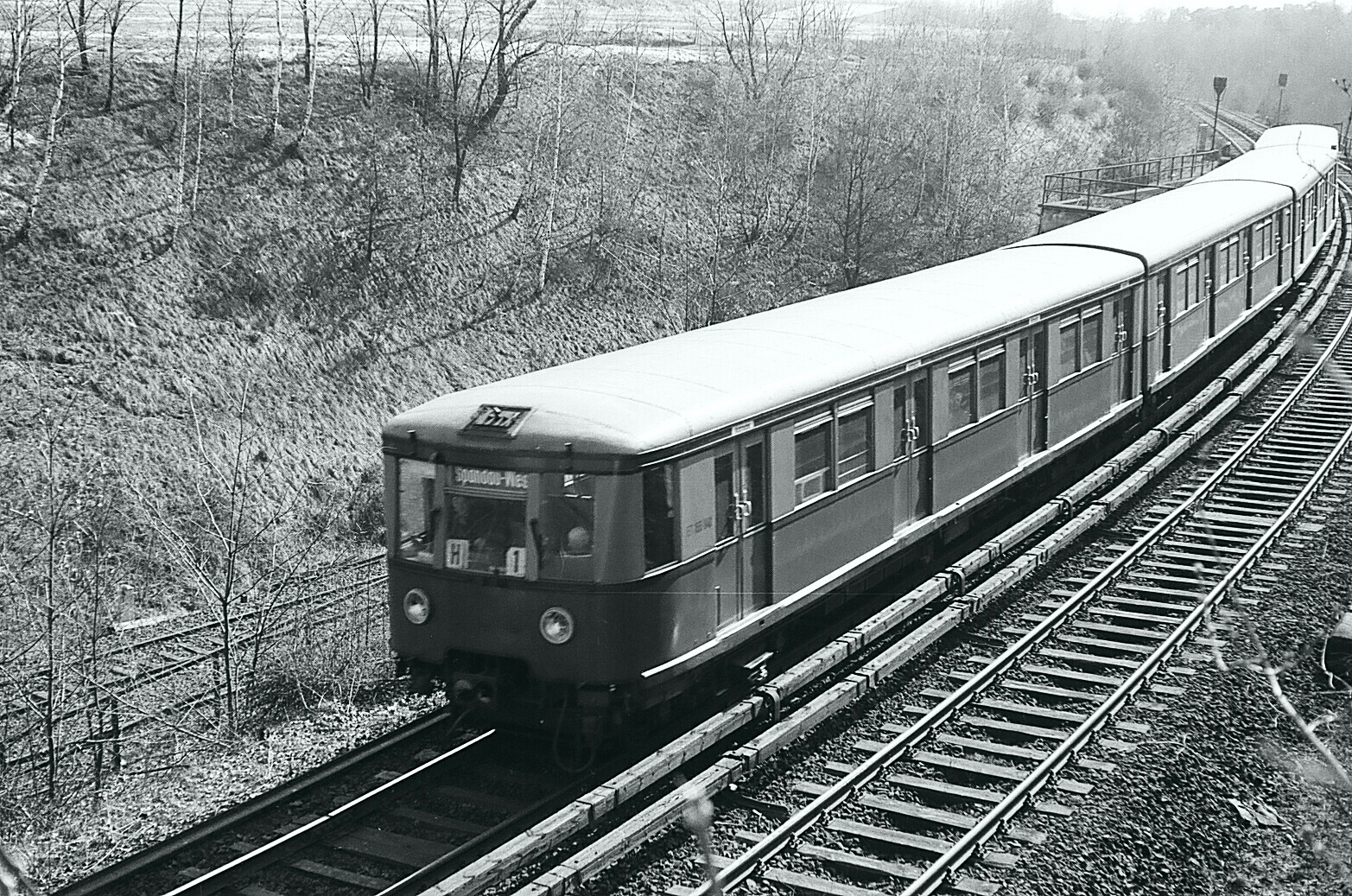
S-Bahntåg våren 1966

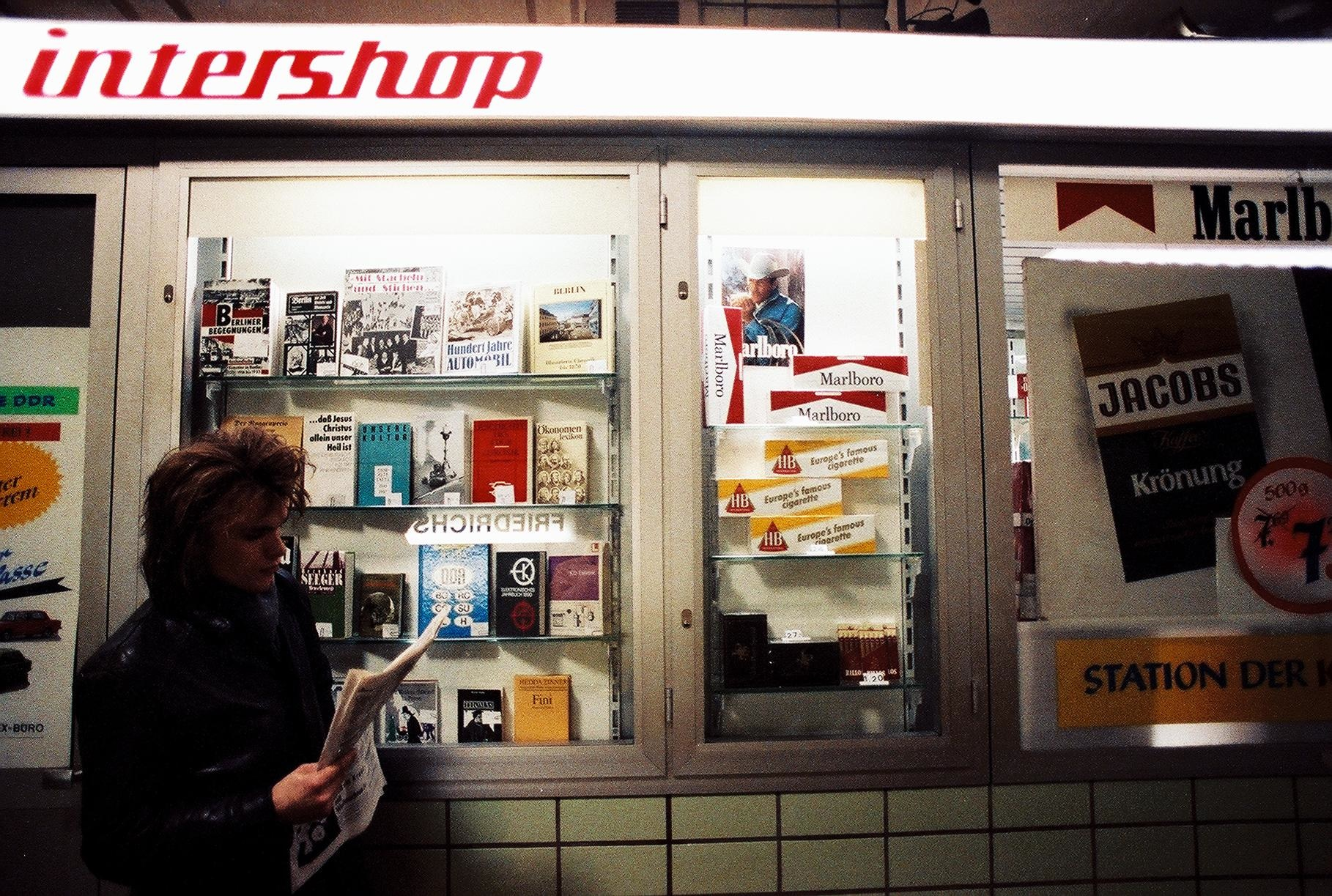
Intershop på Friedrichstraße

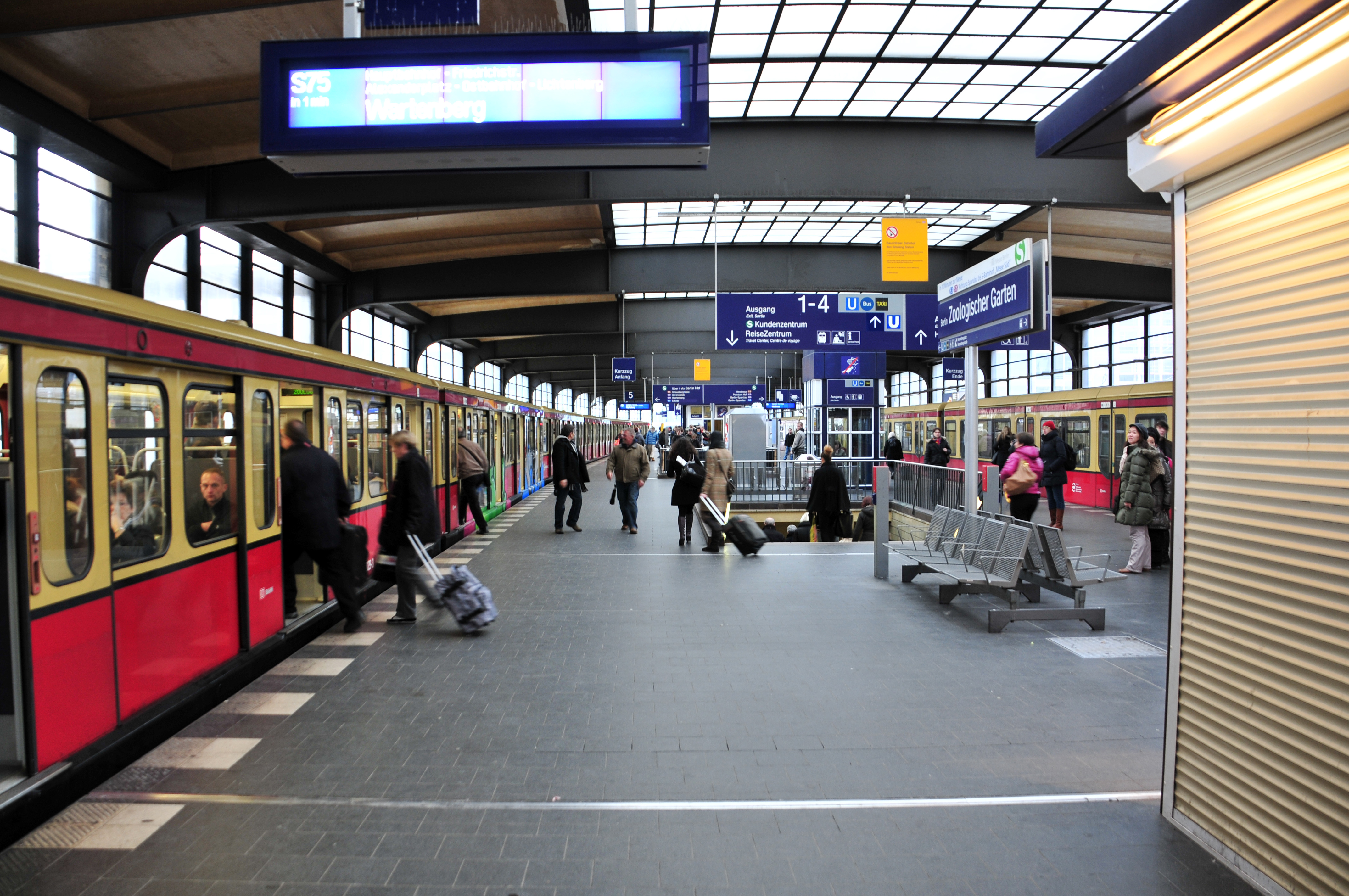
S-Bahntåg vid station Zoologischer Garten.

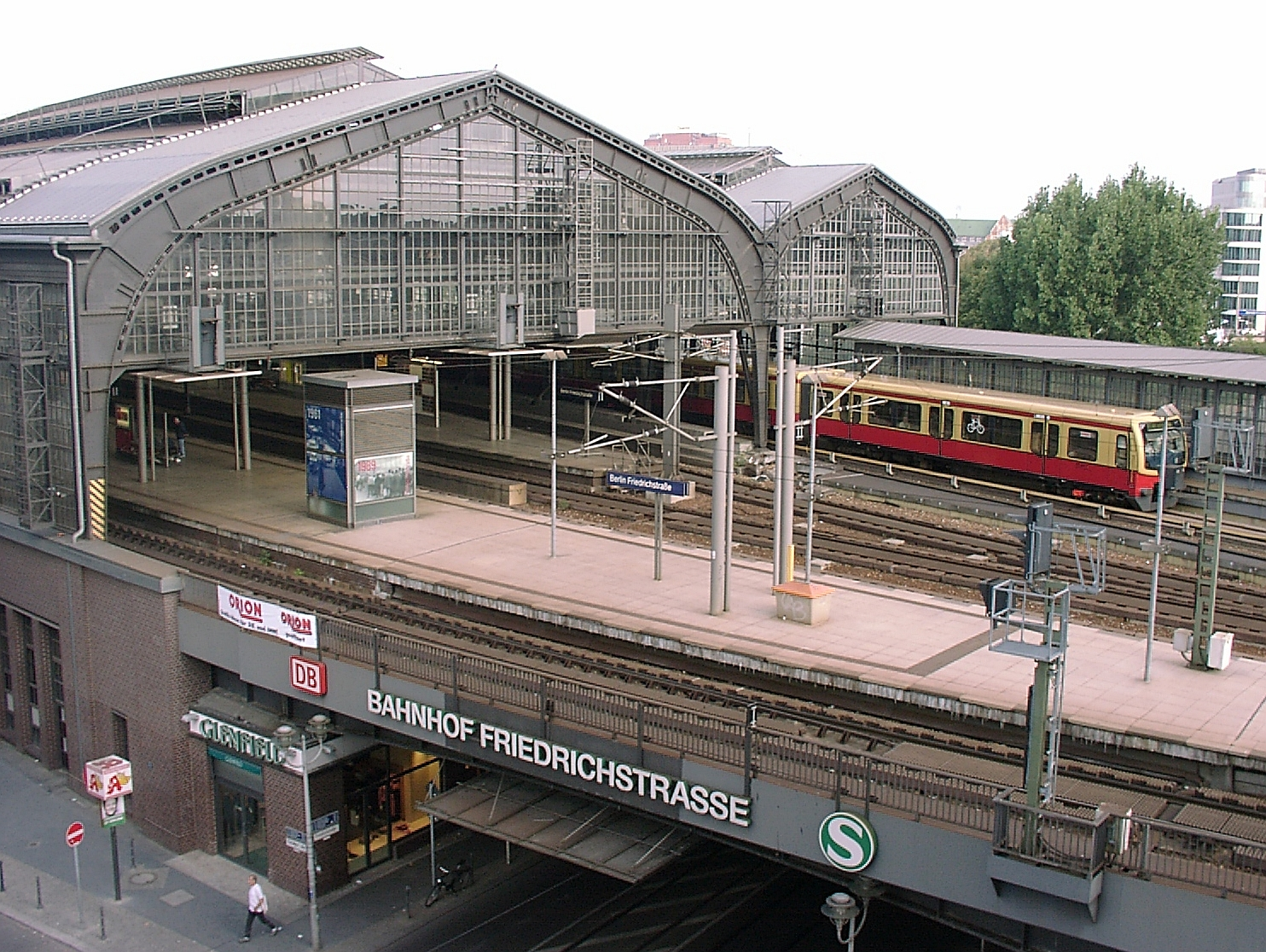
S-Bahntåg vid station Friedrichstraße

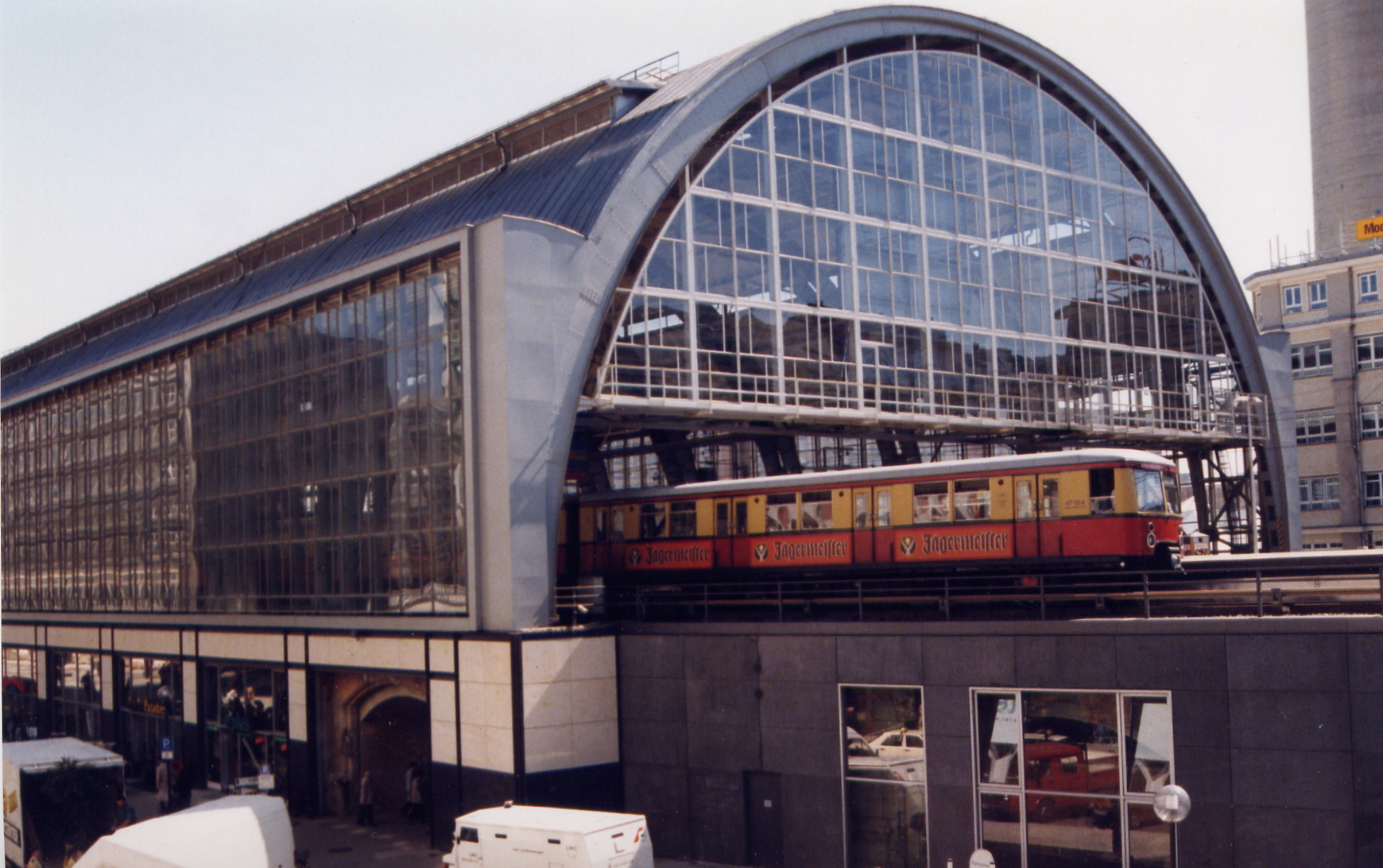
S-Bahntåg vid Alexanderplatz

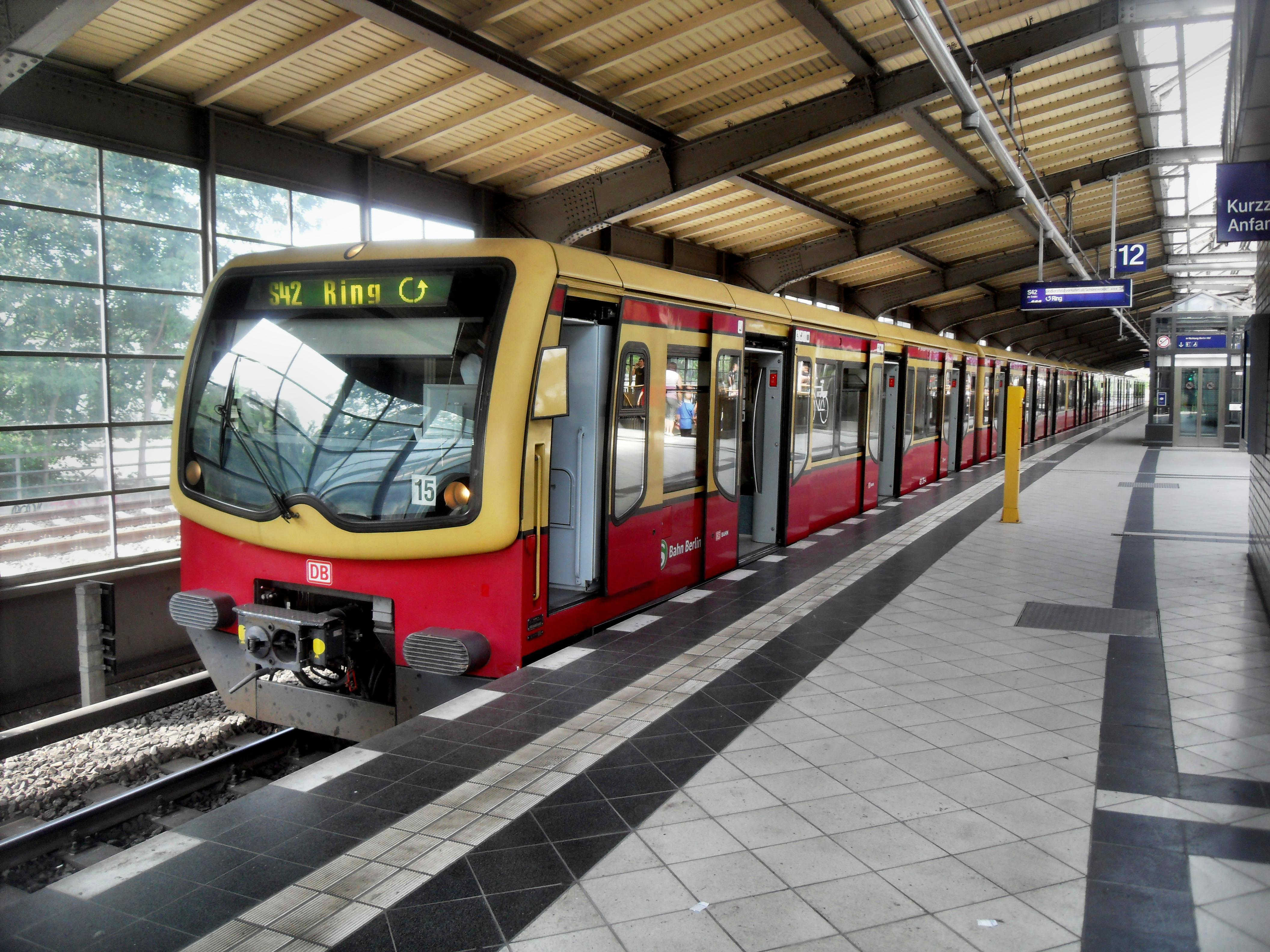
Station Westkreuz är en stor knutpunkt i västra Berlin.

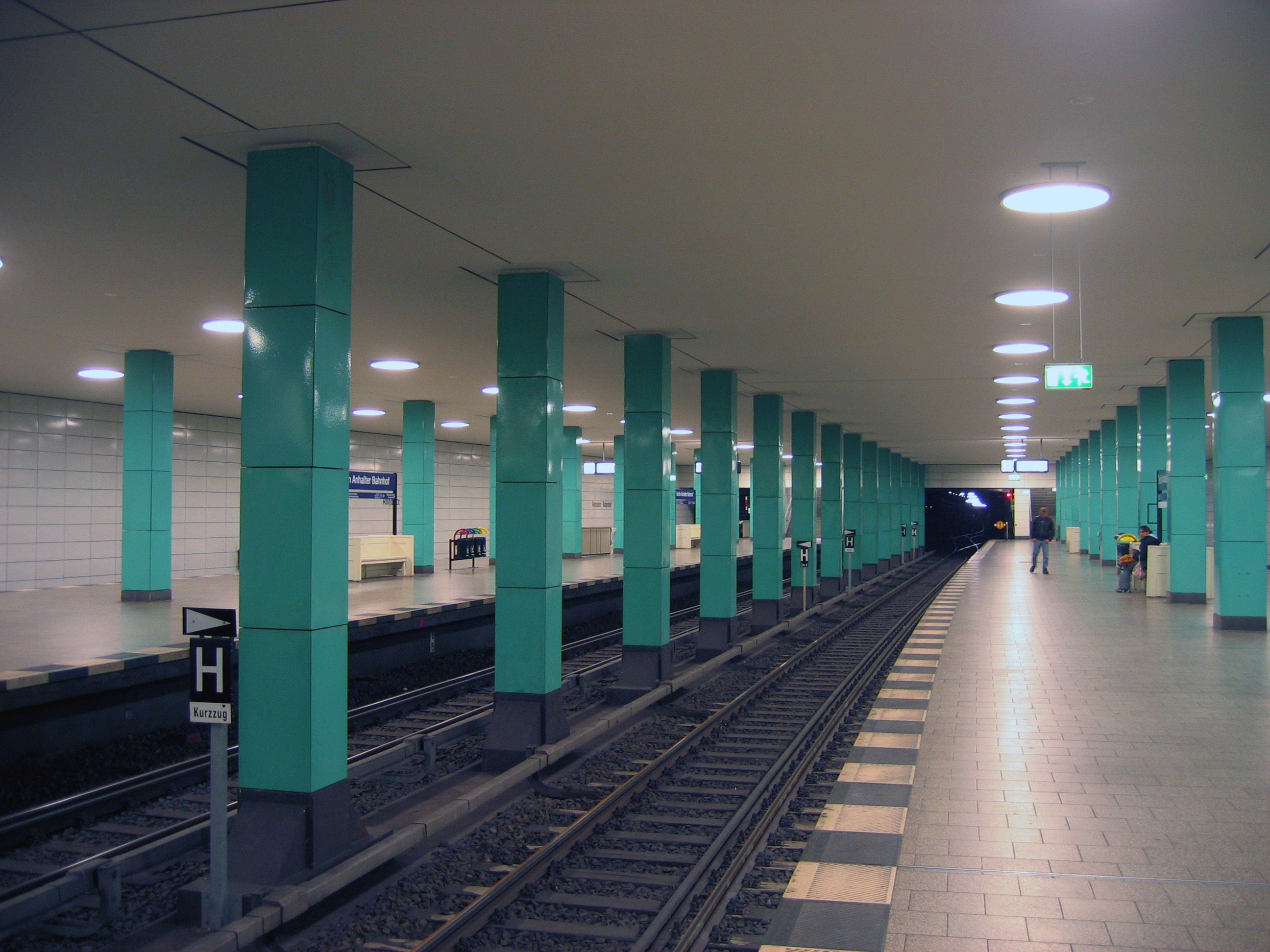
Underjordiska S-banestationen Anhalter Bahnhof som ligger i Berlin Nord-Süd-Tunnel.

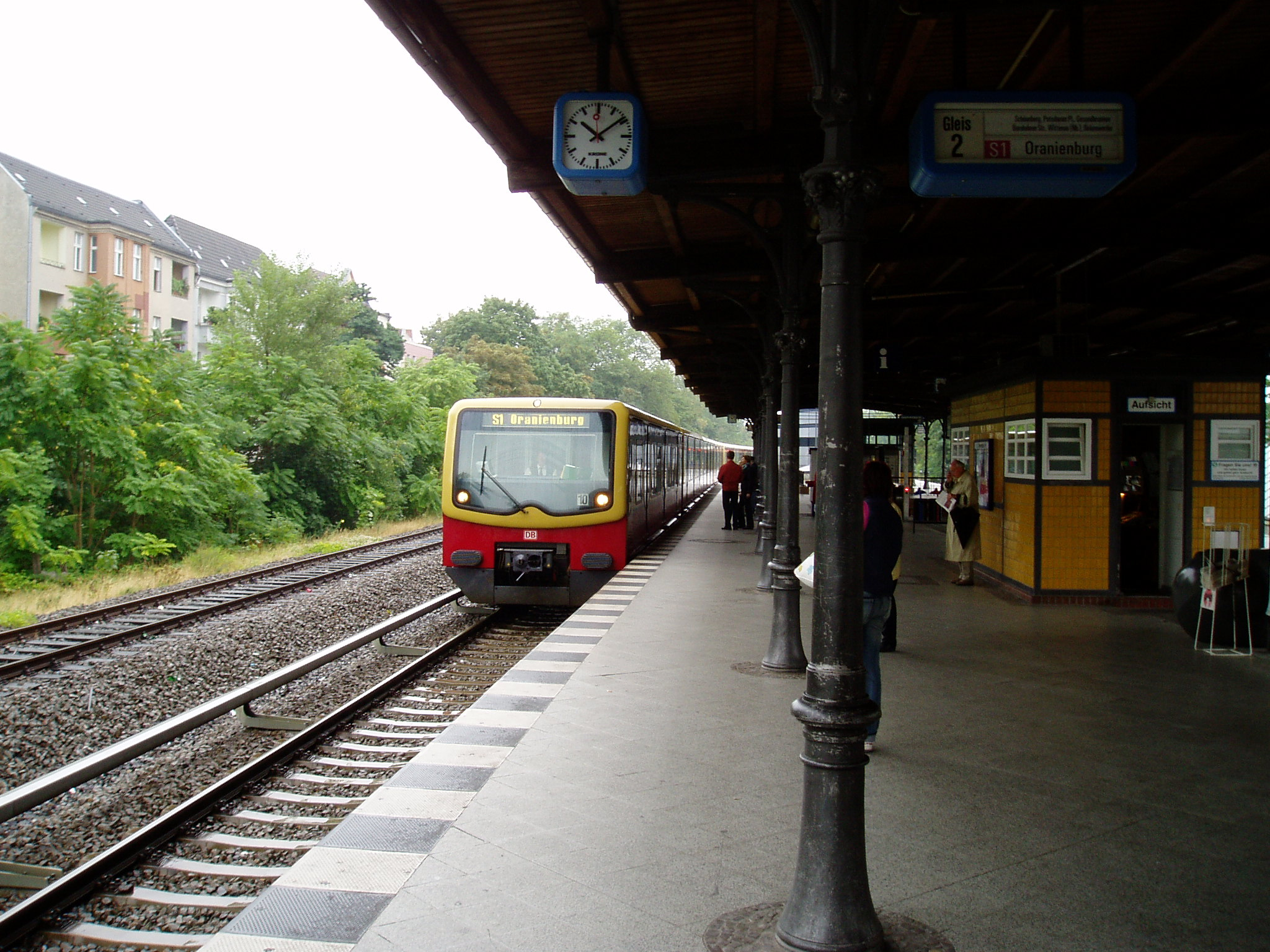
Modernt S-Bahntåg i de klassiska S-Bahnfärgerna vid station Rathaus Steglitz.

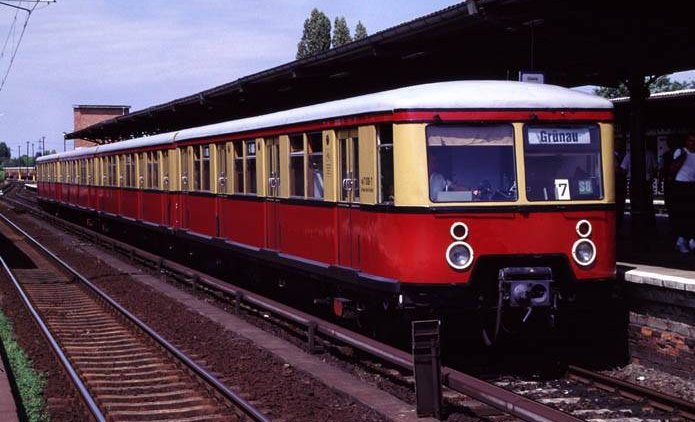
Modell 477 var i bruk i decennier. Modellen togs ur bruk först 2003.

Berlins S-Bahn är ett järnvägssystem som tillsammans med tunnelbanan, regionaltågen och spårvagnarna är en av Berlins viktigaste lokaltrafikdelar. S-Bahn har 168 stationer fördelade på 16 linjer av vilka många är samlokaliserade med Berlins tunnelbana (U-Bahn). S-Bahn är i praktiken ett eget slutet system, 340 km långt med eget elsystem och ofta lägre tunnelhöjd än på järnvägar. Systemet är juridiskt sett järnväg och inte tunnelbana. Spåren går oftast på banvallar som varit vanlig järnväg och har längre mellan stationerna än egentliga tunnelbanor. Tågen körs på uppdrag av trafikhuvudmannen Verkehrsverbund Berlin-Brandenburg GmbH (VBB) av S-Bahn Berlin GmbH som är ett helägt dotterbolag till Deutsche Bahn. Årligen reser 410 miljoner passagerare med S-Bahn. S-Bahn sysselsätter knappt 3 000 personer, varav ca 1 200 jobbar som lokförare. 

## Historia

### Början till S-Bahn (1838-1939)
1838 byggdes den första preussiska ånglokssträckan som knöt ihop Berlin med Zehlendorf (på den tiden en förort till Berlin) och Potsdam. På 1870-talet byggdes föregångaren till dagens S-Bahn som länkade ihop olika stationer i Berlin. Moderna idéer så som en lokal prissättning och elektrifiering av vissa sträckor gjorde pendeltåget till en förebild för många andra sträckor. Skapandet av Stor-Berlin 1920 följdes av satsningar på S-Bahn som byggdes ut. 1924 kom den första elektrifierade sträckan, på Berlins förortsbana, Vorortbahn, från Stettiner Vorortbahnhof, dagens Nordbahnhof, till Bernau. Denna 8 augusti 1924 betraktas som födelsedatum för S-Bahn. Den 1 december 1930 slogs spåren med lokaltrafik på Berlins stadsbana (Stadtbahn) ihop med Berlins ringbana (Ringbahn) och förortsbanorna till Stadtschnellbahn, som förkortades S-Bahn. Det var också i december 1930 som man införde det klassiska S-Bahn-tecknet med vit S mot grön bakgrund. 1936 öppnades delar av en lång S-bahn-tunnel under de centrala delarna av staden, Berlin Nord-Süd-Tunnel. 1939 var tunneln helt färdig och gick då från Anhalter Bahnhof i söder genom centrala staden till Nordbahnhof i norr. För den nya huvudstaden Welthauptstadt Germania planerades en gigantisk utbyggnad som skulle fördubbla mängden S-Bahnspår. Vissa förarbeten gjorde för spåren i förorterna Lichterfelde, Ludwigsfelde, Grünau och Königs-Wusterhausen men 1943 upphörde bygget.

### S-Bahn under andra världskriget (1939-1945)
Under andra världskriget drabbades S-Bahn mer och mer av de allierade bombräderna. Till en början lyckades man att reparera spåren men ju längre kriget pågick desto mer fick S-Bahn reducera trafiken. I slutet av 1942 upphörde trafiken vid Ostkreuz, sedan november 1943 åkte tågen inte längre till Potsdam och vid årsskiftet 1943/44 nerlades linjen till Westend. På de övriga linjerna åkte S-Bahn fortfarande men fler och fler avgångar ställdes in. Den 25 april 1945 ledde permanenta strömavbrott och slaget om Berlin till S-Bahntrafikens sammanbrott. Den 26 april sprängdes Nord-Süd-Tunnel som satte tunneln under vatten. Eftersom många människor hade flytt hit undan kriget var det många som drunknade. Mellan 100 och 2 000 människor som hade flytt hit för att överleva kriget dog i flodvågen.

### S-Bahn under kalla kriget (1945-1989)
När andra världskriget var slut var många byggnader i Berlin förstörda och invånarantalet hade nästan halverats. Sommaren 1945 åkte de första S-Bahntågen igen, i slutet av året hade S-Bahnspår på knappt 250 kilometer återställts. På S-Bahnring rullade tågen sedan februari 1946 och i slutet av 1947 var Nord-Süd-Tunnel åter redo för S-Bahntågen. Sedan 1948 kunde S-Bahn åter åka till de mer avlägsna förorterna Köpenick och Erkner i sydvästra Berlin.
När Berlinmuren byggdes den 13 augusti 1961 kapades även S-Bahnlinjerna vid Västberlins stadsgräns. Under Berlins period som delad stad kördes S-Bahn i båda delarna av DDR-ägda Deutsche Reichsbahn, dvs. även S-Bahn i Västberlin ägdes och drevs av DDR. När muren byggdes uppmanade Västberlins borgmästare, socialdemokraten Willy Brandt, samt facket Deutscher Gewerkschaftsbund (DGB) och Berlintidningen Tagesspiegel till att bojkotta S-Bahn. Genom denna bojkott, som genomfördes under paroller som "Der S-Bahn-Fahrer zahlt den Stacheldraht" ("Den som åker S-Bahn betalar taggtråden") eller "Keinen Pfennig mehr für Ulbricht" ("Inte en pfenning mer till Ulbricht"), tillfogades Deutsche Reichsbahn (och därmed DDR) stora förluster. Förlusterna berodde på att antalet S-bahnresenärer minskade från 600 000 till 100 000 dagligen. Därtill vandaliserades S-Bahntågen av västberlinska ungdomar som också attackerade lokförare, passagerare och detonerade sprängladdningar vid olika ställen. Efter dessa incidenter uppmanade både Willy Brandt och DGB att inte fortsätta med dessa aktioner.
Istället satsade västberlins politiker på att göra S-Bahn överflödigt, först genom nyinsatta busslinjer, senare genom att bygga tunnelbanelinjer som gick parallellt till S-Bahnlinjerna. På 1970-talet ökade Västberlins trafikproblem men eftersom Västberlins regering (Westberliner Senat) inte ville stödja DDR-ägda S-bahn bestämde Senaten 1975 att bygga ut Berlins tunnelbana. De följande åren förlängdes framförallt linjerna U7, U8 och U9 i olika etapper. En ytterligare orsak till S-Bahns minskande attraktivitet var att de nya tunnelbanestationer som byggdes i Västberlin inte byggdes ihop med S-Bahnstationerna och eftersom det därför blev svårare att byta från U-Bahn till S-Bahn fanns det ännu färre anledningar att åka S-Bahn om man bodde i Västberlin. År 1980 användes S-Bahn i Västberlin enbart av 5% av alla som åkte kollektivt. Konsekvensen av S-Bahns minskande attraktivitet och förlusterna som denna utveckling medförde gjorde att det blev allt dyrare för DDR att driva S-Bahn. Sedan 1970-talet erbjöd DDR om och igen att utarrendera S-Bahn till Västberlin men Västberlins regering visade ett demonstrativt ointresse av en sådan lösning. Men trots de ekonomiska problem som DDR hade upprätthölls S-Bahntrafiken.
Eftersom S-Bahn gjorde stora förluster avskedades personal sedan 1975. När Deutsche Reichsbahn våren 1980 aviserade ytterligare besparingar gick de S-Bahnanställda ut i strejk på hösten vilket ledde till att S-Bahntrafiken i hela Västberlin ställdes in. Men strejken fick motsatt effekt och resulterade i ännu större neddragningar där S-Bahnnätet och antalet stationer halverades. 1976 drog man ner på trafiken på banorna ut till Wannsee (Wannseebahn) och till Spandau (Spandauer Vorortbahn). Sedan 1980 lade man ner trafiken på Siemensbahn ut till Siemensstadt (linje U7 tog över med stationen Siemensdamm). 
Strejken fick dock vidare konsekvenser och krav uppstod att S-Bahn skulle bli en del av Västberlins kollektivtrafik - sedan 1981 pågick förhandlingar om att BVG skulle ta över driften vilket skedde den 1 januari 1984.
En särskild ställning intog S-Bahnhof Friedrichstraße som befann sig i Östberlin men som ändå kunde nås från västsidan. På Bahnhof Friedrichstraße inrättades en så kallad Intershop (en DDR-ägd butik) där man kunde köpa varor från väst till mycket lägre priser. På Intershop kunde man enbart handla med valutor från väst (t.ex. västtyska D-Mark). Tanken med dessa butiker var att människor från väst skulle handla på Intershop och att DDR därmed skulle få tillgång till västvalutor, en förhoppning som infriades. För västberlinare blev denna Intershop en möjlighet att handla samma varor som fanns i butikerna i väst fast till ett mycket lägre pris (särskilt tobak och alkohol var mycket billigare på Intershop) vilket delvis berodde på att det inte fanns någon moms eller punktskatter på dessa varor. Eftersom det inte betalades skatt på de varor som man köpte på Intershop var det olagligt att ta med dessa varor till Västberlin och de som gjorde det ändå kunde straffas hårt av de västberlinska tulltjänstemännen.

### Nysatsning på S-Bahn (sedan 1990)
Efter murens fall byggdes alla S-bahnlinjer ihop igen och de tidigare nedlagda linjerna i väst öppnades upp på nytt. Nya stationer byggdes och gamla renoverades till exempel Hackescher Markt. Ett stort tillfälle för S-Bahn var när ringlinjen åter togs i bruk. Ringlinjen hade skapats innan kriget men försvunnit som en följd av delningen. Vissa stationer har dock inte tagits i bruk på nytt, bland annat den tidigare S-Bahnlinjen till Siemensstadt. 1997 togs de resterande trävagnarna ur bruk, modellen hade använts sedan 1927. Många gamla stationer har byggts om och blivit större, såsom Ostkreuz och Südkreuz.
Idag är S-Bahn ett av världens största pendeltågsnät med sina 16 linjer. År 2006 öppnades Berlin Hauptbahnhof, Europas största järnvägsstation i antal fjärrtågsresenärer. Den ligger vid öst-västlinjen och har även tunnelbana. S-Bahn är huvudtransportmedlet att ansluta mellan lokala mål i staden och järnvägsstationen, vilket givit ytterligare en ökning av S-bahntrafiken. 
År 2020 öppnade en ny S-Bahnlinje på 7,8 km i sydöst till nya storflygplatsen Berlin Brandenburgs flygplats.  Flygplatsen skulle egentligen öppnats i juni 2012 men blev försenad. Linjen går delvis i en lång tunnel under flygplatsen och innehåller två nya stationer. Det finns även planer på att förlänga tunnelbanelinje U7 till flygplatsen.

## Linjer
| Linje  | Sträcka                                           | Öppnad | Längd km | Stationer |
| ------ | ------------------------------------------------- | ------ | -------- | --------- |
| S1     | Wannsee - Oranienburg                             | 1930   | 51,91    | 35        |
| S2     | Blankenfelde - Bernau                             | 1930   | 46,37    | 28        |
| S25    | Teltow Stadt - Hennigsdorf                        | 1930   | 40,07    | 27        |
| S26    | Waidmannslust - Teltow Stadt                      | 1930   | 30,40    | 23        |
| S3     | Erkner - Spandau                                  | 1930   | 45,63    | 30        |
| S41    | Gesundbrunnen - Westend - Gesundbrunnen (medsols) | 1930   | 37,10    | 28        |
| S42    | Gesundbrunnen - Westend - Gesundbrunnen (motsols) | 1930   | 37,10    | 28        |
| S45    | Flughafen BER - Südkreuz                          | 1930   | 24,80    | 14        |
| S46    | Königs Wusterhausen - Westend                     | 1930   | 40,83    | 23        |
| S47    | Spindlersfeld - Hermannstraße                     | 1930   | 10,30    | 7         |
| S5     | Strausberg Nord - Westkreuz                       | 1930   | 49,53    | 30        |
| S7     | Ahrensfelde - Potsdam                             | 1930   | 47,42    | 29        |
| S75    | Wartenberg - Warschauer Strasse                   | 1930   | 12,30    | 9         |
| S8     | Zeuthen - Birkenwerder                            | 1930   | 56,40    | 24        |
| S85    | Grünau - Pankow                                   | 1930   | 23,80    | 16        |
| S9     | Flughafen BER - Spandau                           | 1930   | 40,70    | 30        |
| Totalt | Totalt                                            | 1930   | 340      | 168       |

Många linjer körs var 10:e minut, fast var 20:e minut längst ut. Andra endast var 20:e minut. Ringbanans S41/S42 samt S7 körs helt var 10:e minut. På öst-västlinjen i centrum går fyra linjer och tåg var 2½ minut i genomsnitt.

## Stationer
Det finns flera större knutpunkter samt centraler där flera S-bahnlinjer möts till exempel Berlin Gesundbrunnen (norra Berlin), Berlin Südkreuz (södra Berlin), Berlin Westkreuz (västra Berlin), Berlin Ostkreuz (östra Berlin) som trafikeras av flest S-Bahnlinjer. I centrala staden är Friedrichstraße en av de viktigaste knutpunkterna där S-bahntåg möts från nord-sydbanan samt från stadsbanan. Andra stationer med ett stort antal passagerare är de centralt belägna Berlin Zoologischer Garten, Berlin Hauptbahnhof, Berlin Alexanderplatz, Berlin Potsdamer Platz samt den av turister mycket använda Brandenburger Tor.

### Entréer
Under åren har det utformats olika skyltar för att markera S-bahnentréerna. Den klassiska skylten är en rund grön cirkel med ett stort vitt S i mitten. 

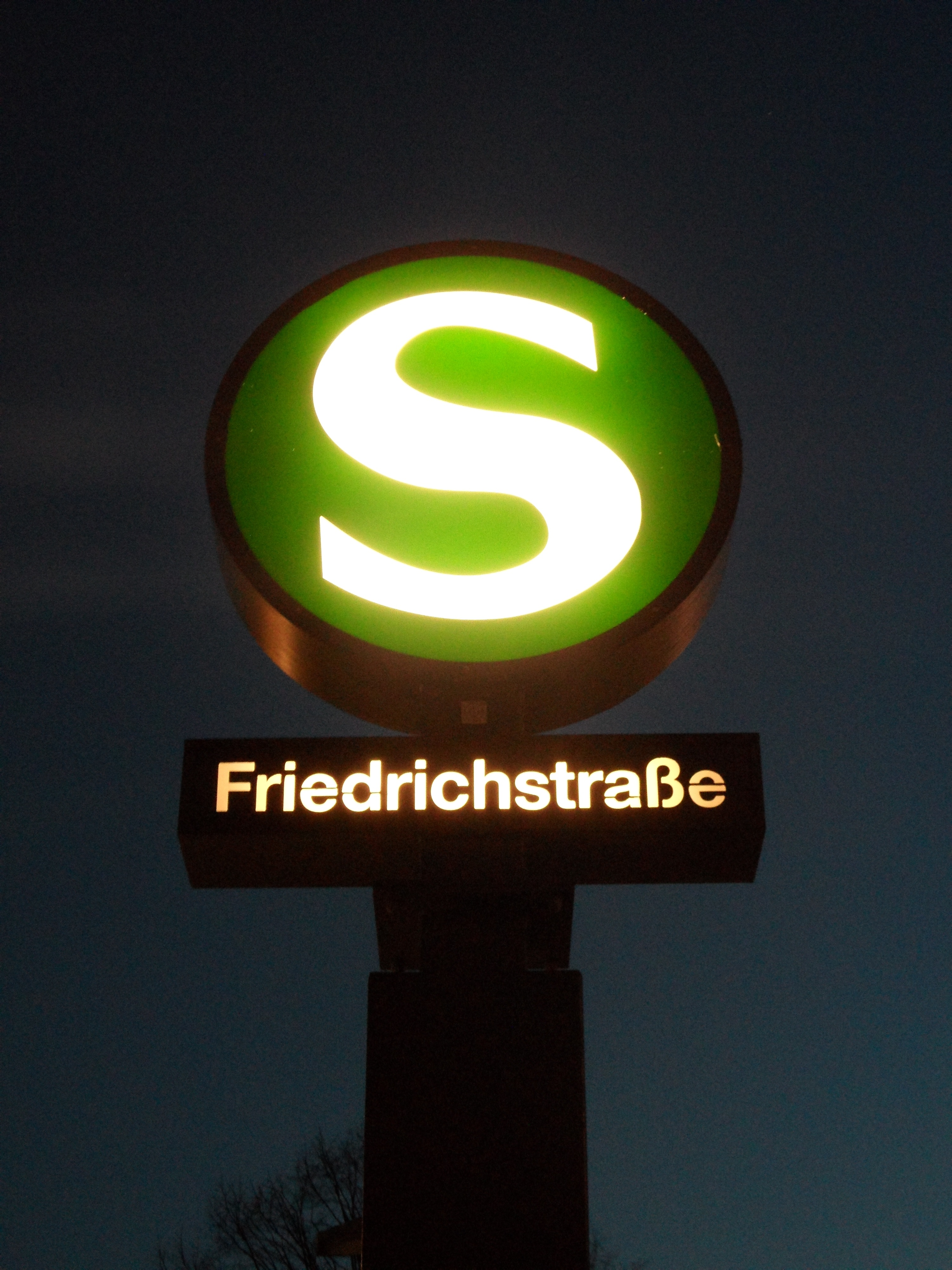
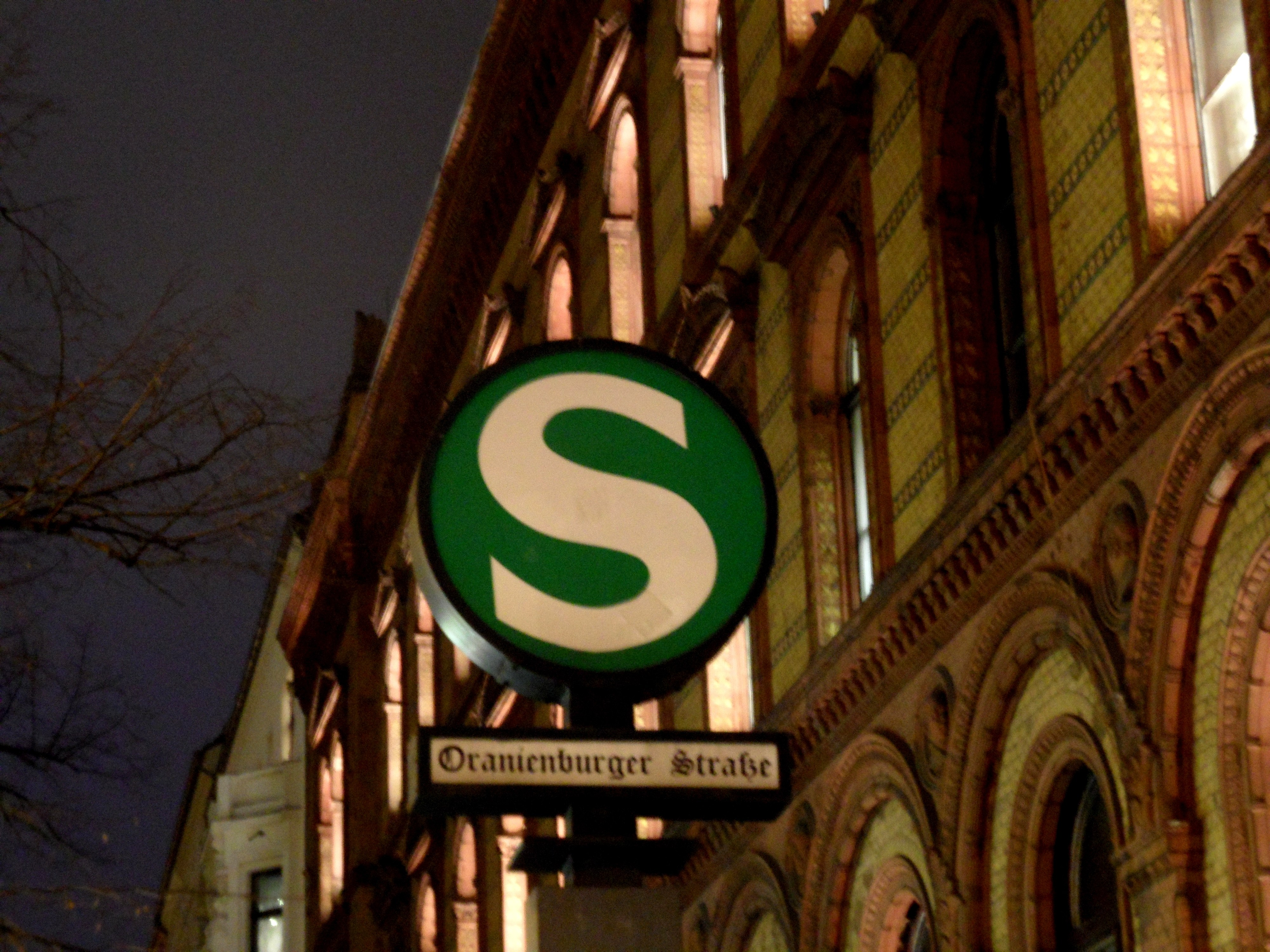
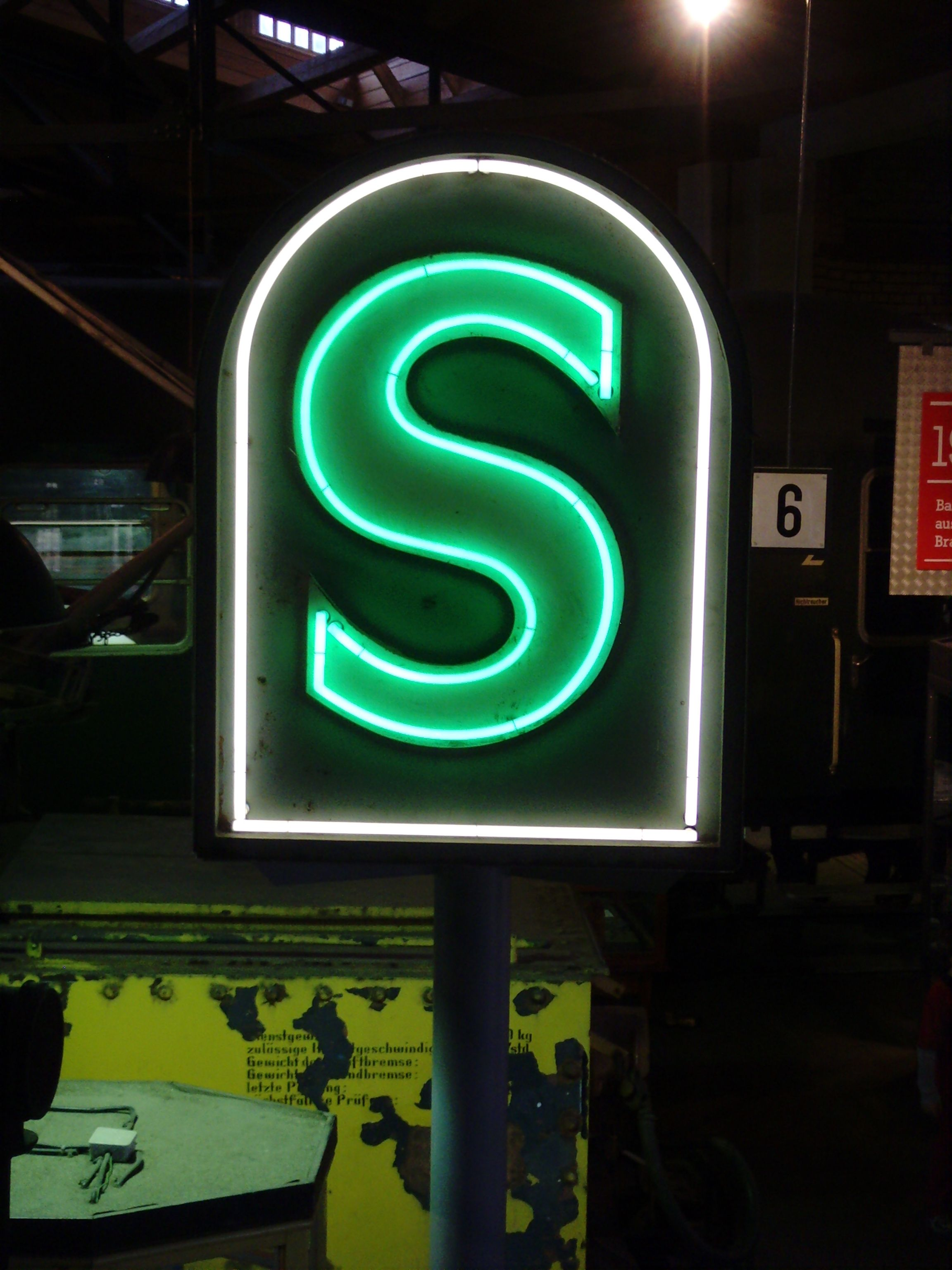
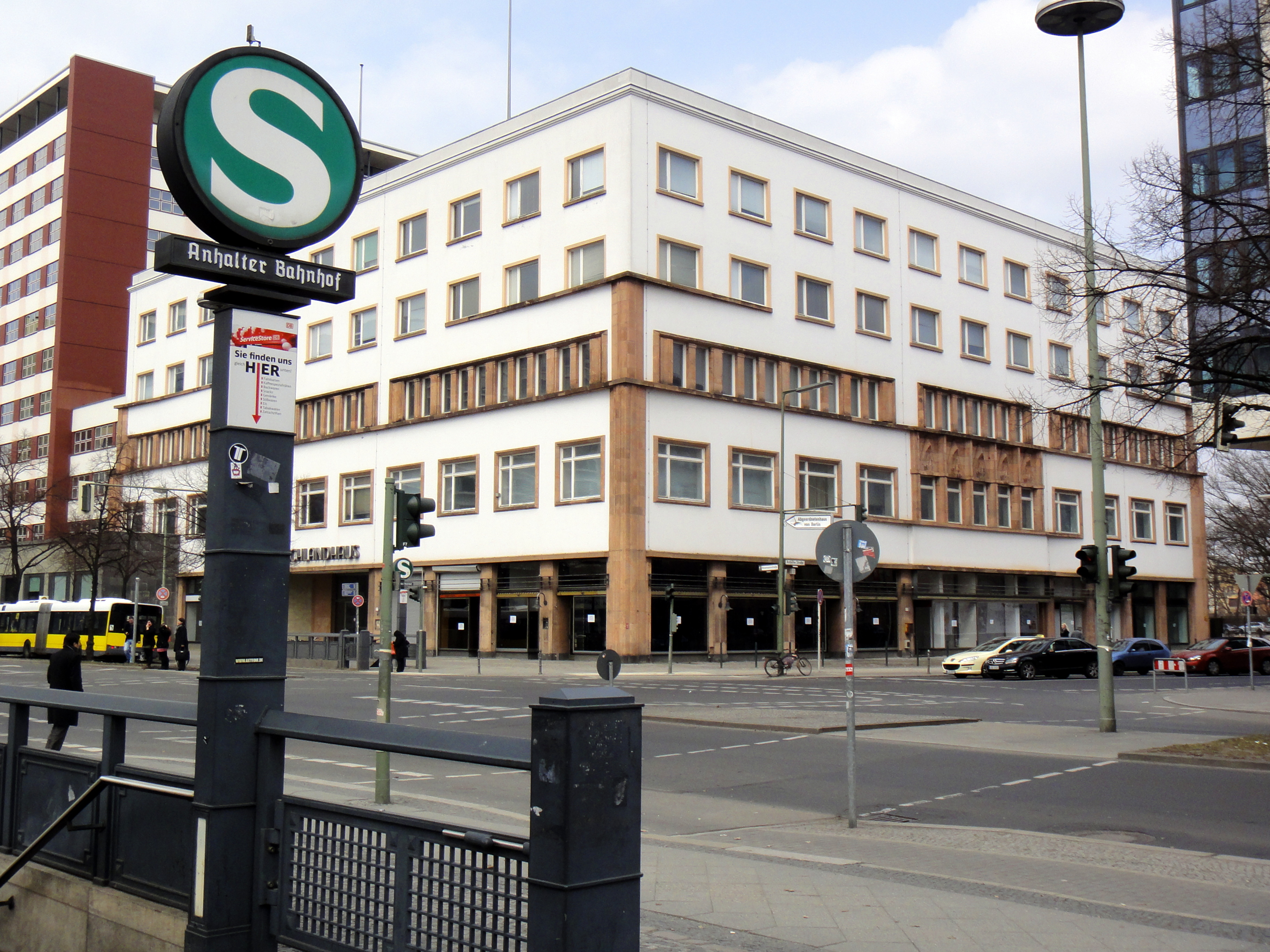

## Museum
Vid S-Bahnstationen Griebnitzsee ligger Berlin S-Bahn Museum. 

## Framtid
En ny nord-sydlig S-Bahnlinje kallad City-S-Bahn byggs i en ny pendeltågstunnel under Berlin Hauptbahnhof och vidare söderut mot Potsdamer Platz och dess första del invigs 2021. En tunnelanslutning byggs vid Potsdamer platz till den gamla S-Bahntunneln "nord-syd" som passerar där. När tunneln är klar kommer tre linjer att gå där. Den nya linjen S21 kommer att gå mellan Jungfernheide och Potsdamer Platz. Linje S1 kommer att gå via Hauptbahnhof till Potsdamer Platz och inte längre via Friedrichstrasse. Linje S85 kommer att gå i nya pendeltågstunneln mellan Hauptbahnhof och Potsdamer Platz och sen vidare till nya flygplatsen Berlin Brandenburgs flygplats. Två nya stationer planeras att öppnas Perleberger Brücke och Gleisdreieck, då hela linjen är färdigbyggd. 